# Chemische Fabrik Marktredwitz

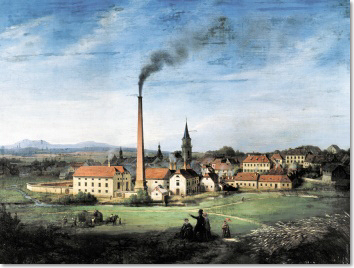
Chemische Fabrik Marktredwitz 1860

Die Chemische Fabrik Marktredwitz (CFM) war ein Chemieunternehmen mit Sitz in Marktredwitz.

## Geschichte
Die Chemische Fabrik Marktredwitz wurde am 24. Juli 1788 von Wolfgang Caspar Fikentscher gegründet und war die erste Chemiefabrik in Deutschland. In der Anfangszeit wurden Chemikalien für die Glasindustrie hergestellt. 1822 besuchte Johann Wolfgang von Goethe die Fabrik. 1891 verkauften die Nachkommen von Fikentscher die Fabrik an die Brüder Oskar Bruno und Curt Bernhard Tropitzsch.
Die Brüder Tropitzsch setzten verstärkt auf die Herstellung von Quecksilber-Präparaten, vor allem verschiedenen Pflanzenschutzmitteln. Ab 1907 wurde das von Lorenz Hiltner in Tharandt entwickelte quecksilberhaltige Beizmittel Fusariol hergestellt, das als Fungizid diente.
1931 firmierte die Chemische Fabrik Marktredwitz in Chemische Fabrik Marktredwitz Aktiengesellschaft um.
Aufgrund der Kosten der Sanierung der Umweltschäden ging die Firma 1985 unter. Die Produktion wurde aufgrund Bescheid des Landratsamtes Wunsiedel i. Fichtelgebirge vom 15. Juli 1985 – gemäß § 20 Abs. 3 BImSchG – eingestellt. Teile des Unternehmens wurden durch die Cfm Oskar Tropitzsch GmbH als Handelsbetrieb fortgeführt.

## Umweltskandal und Rückbau des Fabrikgeländes
1985 wurde hier einer der größten Umweltskandale Deutschlands und Europas aufgedeckt. Nach 197 Jahren Produktion von anorganischen und organischen Quecksilberpräparaten war die Umgebung der Chemiefabrik so verschmutzt, dass das Betriebsgelände und die Umgebung grundlegend saniert werden mussten. Die Aufsichtsbehörden entzogen den Betreibern die Produktionserlaubnis und ordneten an, die Anlage komplett zu schließen. In den metertief verseuchten Böden wurden bis zu zwei Gramm Quecksilber pro Kilogramm Erdreich gemessen. Nahe dem Fabrikgelände, auf dem heute ein Einkaufszentrum steht, fließt der Bach Kösseine, ein Nebenfluss der Röslau. Der kontaminierte Schlamm aus dem Flussbett wurde ebenfalls entsorgt. Dennoch wiesen Fische aus dem Bach noch über zwanzig Jahre nach der Sanierung überhöhte Quecksilberwerte auf.
Die Firma Harbauer aus Berlin wurde nach dem erfolgten Rückbau der Gebäudesubstanz und der Tiefenenttrümmerung auch mit der Reinigung des kontaminierten Erdaushubs und der Abbruchmassen beauftragt. Die Sanierung dieses Objektes umfasste den selektiven Rückbau der hochgradig mit Quecksilber belasteten Bausubstanz, die Demontage und das Verpacken hochkontaminierter Anlagenteile sowie die Errichtung einer nassmechanisch/thermisch- destillativen Boden- und Bauschuttreinigungsanlage am Stadtrand von Marktredwitz, im Ortsteil Wölsau, als weltweit erste großtechnische Behandlungsanlage für quecksilberhaltige Abfälle errichtet. Mit dem Bau wurde Mitte 1992 begonnen. Ab Oktober 1993 war die Anlage einschließlich der ersten Optimierungsphase im Einsatz. Die Anlage wurde von August 1993 bis August 1996 betrieben. Insgesamt wurden in der Marktredwitzanlage etwa 56.000 t kontaminiertes Material gereinigt. Das Projekt wurde im März 1997 mit der Übergabe des sanierten Grundstückes an die Stadt Marktredwitz abgeschlossen.
Im Nachhinein kann festgestellt werden, dass die Marktredwitz-Anlage eine der wenigen erfolgreichen „Prototypen“ unter den innovativen Abfallbehandlungsanlagen war und ist. Viele der damals in Marktredwitz im Zuge der Prozessoptimierung in der Praxis gefundenen Lösungen, wie z. B. die Technologie der relativ aufwändigen Quecksilberabscheidung aus dem Rauchgasstrom und die Entstaubung der „Quecksilbergase“ waren zur Zeit ihrer Errichtung und sind selbst heute noch Gegenstand von Forschungsvorhaben an privaten und wissenschaftlichen Einrichtungen. Aufgrund der damals noch relativ auskömmlichen Behandlungspreise Anfang der 1990er Jahre waren verfahrenstechnisch bei der Prozessentwicklung und technischen Umsetzung weit weniger Grenzen gesetzt, sodass die Marktredwitzanlage, obwohl sie nur wenige Jahre im Einsatz war, technisch durchaus als eine der besten Behandlungsanlagen weltweit angesehen werden kann.